# Chris Steinke
Chris Steinke (1993) è un ex sciatore alpino canadese.

## Biografia

### Stagioni 2007-2016
Attivo in gare FIS dal dicembre del 2008, in Nor-Am Cup Steinke ha esordito l'8 dicembre 2010 a Lake Louise in discesa libera (77º) e ha disputato la sua ultima gara il 5 gennaio 2017 a Stowe Mountain, uno slalom gigante che non ha completato. Si è ritirato al termine della stagione 2017-2018 e la sua ultima gara in carriera è stata uno slalom speciale disputato il 31 marzo a Le Relais, chiuso da Steinke al 7º posto. Non ha debuttato in Coppa del Mondo né preso parte a rassegne olimpiche o iridate.

## Palmarès

### Nor-Am Cup
- Miglior piazzamento in classifica generale: 28º nel 2014

### Campionati canadesi
- 1 medaglia:
  - 1 bronzo (slalom gigante nel 2014)